# Ladislav Deák
Ladislav Deák (Márk, 1931. január 13. – Pozsony, 2011. november 15.) szlovák történész, aki elsősorban Közép-Európa és a Balkán két világháború közötti történetével foglalkozott.

## Élete
Görögkatolikus pap családjában született. 1957-ben végzett a Comenius Egyetemen. Előbb tanított, majd 1962-től a Szlovák Tudományos Akadémia Történeti Intézetének munkatársa, majd a legújabbkori részleg vezetője lett.
Műveiben szlovák nemzeti szempontból, tendenciózusan mutatta be Szlovákia 20. századi történetét. Tanulmányúton volt Magyarországon, Bulgáriában, Csehországban, Jugoszláviában és Lengyelországban.

## Elismerései
- 1996 Björnstjerne Björnson Centrum díja
- 1996 Ľudovít Štúr tiszteletbeli plakett
- 2001 Matica Slovenská Emlékérem
- 2001 Daniel Rapant-díj
- 2001 2001 Egyesület Arany Tollja
- 2004 A Szlovák Tudományos Akadémia díja

## Művei
- 1973 Európa na prelome - roky 1932–1933 (tsz. Valerián Bystrický)
- 1986 Zápas o strednú Európu 1933–1939.
- 1990 Slovensko v politike Maďarska.
- 1991 Hra o Slovensko
- 1995 Politický profil Jánoša Esterházyho.
- 1995 Trianon – Illusions and Reality.
- 1996 Hungary´s game for Slovakia
- 1996 Súčasníci o Trianone.
- 1997 The Slovaks in Hungarian Politics in the Years 1918-1939
- 2003 Viedenská arbitráž 2. november 1938. Dokumenty I-III.

## Magyarul
- Betekintés Szlovákia múltjába; ford. Gregor Papuček; Kubko-Goral, Bratislava, 1996